# Сан Ђовани (Нуоро)
Сан Ђовани је насеље у Италији у округу Нуоро, региону Сардинија.
Према процени из 2011. у насељу је живело 256 становника. Насеље се налази на надморској висини од 6 м.